# レジネッタ
レジネッタは、日本の競走馬。主な勝ち鞍は2008年の桜花賞、2010年の福島牝馬ステークス。
馬名の意味はイタリア語で「若い女王」。

## 経歴

### 2歳
2007年9月9日の新馬戦でデビュー。池添謙一騎乗で1番人気に支持され序盤は逃げでハナを取っていたが、直線で後退し1位から0.8秒差の10着に終わる。その後9月29日の未勝利戦で初勝利し、次走の500万下でも9頭中8番人気という低評価の中連勝する。そして阪神ジュベナイルフィリーズでは、池添がトールポピーに騎乗するため武豊に乗り替わり出走する。道中は前方に位置し、一旦は直線で先頭に立つが後続馬に次々と差され6着に終わる。

### 3歳
2008年はエルフィンステークスから始動し3着。続いて出走したフィリーズレビューでは小牧太に乗り替わり1着と同タイムのアタマ差の3着となり、桜花賞への優先出走権を獲得した。
4月13日の桜花賞では道中は馬群の中団に待機、直線で末脚を伸ばして抜け出し、2着のエフティマイアに1/2馬身差を付け12番人気の低評価を覆しての優勝となった。鞍上の小牧太は中央競馬のGI (JpnI) 初制覇となった。このレースでは2着のエフティマイアが15番人気、3着のソーマジックが5番人気であったため、3連単は払い戻しが700万2920円と、当時クラシック史上最高、JRA歴代6位（重賞では歴代2位）の高配当となった。
次走の5月25日の優駿牝馬では桜花賞と同様に中団待機したが、最後の直線でソーマジックとともにトールポピーから審議対象となる不利を受け、エフティマイアを捉えることができず3着となったが、桜花賞馬としての強さを見せつけた。（長い審議の後には降着処分は無かったが、インターネットや様々な分野で物議をかもした）。レース後の5月28日には宇治田原優駿ステーブルへ移動し、その後は北海道へ放牧に出されることになった。
休み明けとなった、クイーンステークスでは1番人気に支持された。いつもどおり、道中は馬群の中団に待機、直線で末脚を伸ばしたものの、開幕週の先行馬有利の馬場を生かした、ヤマニンメルベイユに2馬身差を付けられ逃げ切りを許し、2着に終わった。
続く、ローズステークスでは1番人気に支持されたが、マイネレーツェル、ムードインディゴに敗れ3着だった。
牝馬三冠の最終戦となる秋華賞ではオークス馬のトールポピーに次ぐ2番人気。レース中盤までは今までと同様中団待機の作戦を取ったが、最後の直線で追いきることができず、8着と完敗した。続くエリザベス女王杯では12着と大敗した。

### 4歳
2009年は阪神牝馬ステークスから始動したが、最後の直線で伸び切れず5着に敗れた。続くヴィクトリアマイルでは終始後方のまま16着と大敗した。その後、7月26日の函館記念に出走したが、見せ場がなく9着に敗れた。続く8月16日のクイーンステークスでは3番人気に推されたが、終始後方のまま見せ場を作れず10着と大敗した。続く10月4日のポートアイランドステークスでは好位追走も失速して11着に終わった。中1週で挑んだ10月18日の府中牝馬ステークスではこれまでの惨敗続きから11番人気と低評価だったが、後方から追い込んで3着と好走した。エリザベス女王杯に出走登録を行っていたが除外され、11月14日のアンドロメダステークスに出走したがいいところなく9着に敗れた。続く12月6日のターコイズステークスでは後方から最重量の斤量を背負いながら最速の上りで追い上げるもウエディングフジコを捉え切れず5着だった。

### 5歳
2010年はニューイヤーステークスから始動。好位集団でレースを進めたが、直線で伸びあぐねて8着に終わった。続く京都牝馬ステークスでは後方から追い込んでくるも6着に敗れた。続く中山牝馬ステークスでは最後方から出走馬中最速の末脚で追い込んでくるもニシノブルームーンの5着に敗れた。4月24日の福島牝馬ステークスでは中団追走から直線で力強く伸びると、先に抜け出したブラボーデイジーをゴール直前で差し切り、一昨年の桜花賞以来となる勝利を挙げた。しかし、発送前にゲート内で立ち上がったため発走調教再審査が課され、目標にしていたヴィクトリアマイルの出走はできなかった。6月20日のマーメイドステークスでは好位追走も直線で失速し15着と惨敗を喫した。8月15日のクイーンステークスでは最後の直線のみで最速の上りで追い込んでくるもアプリコットフィズを捉え切れず4着だった。11月14日のエリザベス女王杯では見せ場がなく11着に敗れた。12月19日の愛知杯では故障を発生したテイエムオーロラのあおりを受け途中後退し、直線で伸び切れず9着に敗れた。12月22日、競走馬登録を抹消。北海道安平町の追分ファームで繁殖牝馬となる。

## 競走成績
| 年月日 | 年月日 | 年月日 | 競馬場 | 競走名             | 格     | 頭数 | オッズ （人気） | オッズ （人気） | 着順 | 騎手     | 斤量 [kg] | 距離（馬場）  | タイム （上り3F） | タイム 差 | 勝ち馬/（2着馬）     |
| 2007   | 9.     | 9      | 札幌   | 2歳新馬            |        | 15   | 2.3             | （1人）         | 10着 | 池添謙一 | 54        | 芝1200m（良） | 1:12.5 (38.1)     | 0.8       | スパイオブラヴ       |
|        | 9.     | 29     | 札幌   | 2歳未勝利          |        | 12   | 3.9             | （2人）         | 01着 | 池添謙一 | 54        | 芝1200m（稍） | 1:12.1 (36.2)     | 0.0       | （トーホウグリーン） |
|        | 11.    | 18     | 京都   | 2歳500万下         |        | 9    | 31.0            | （8人）         | 01着 | 池添謙一 | 54        | 芝1600m（良） | 1:35.4 (33.7)     | -0.1      | （ミゼリコルデ）     |
|        | 12.    | 2      | 阪神   | 阪神JF             | JpnI   | 18   | 14.1            | （7人）         | 06着 | 武豊     | 54        | 芝1600m（良） | 1:34.3 (35.9)     | 0.5       | トールポピー         |
| 2008   | 2.     | 11     | 京都   | エルフィンS        | OP     | 12   | 4.0             | （2人）         | 03着 | 池添謙一 | 54        | 芝1600m（良） | 1:36.9 (34.3)     | 0.6       | ポルトフィーノ       |
|        | 3.     | 16     | 阪神   | フィリーズレビュー | JpnII  | 16   | 9.2             | （4人）         | 03着 | 小牧太   | 54        | 芝1400m（良） | 1:22.5 (35.2)     | 0.0       | マイネレーツェル     |
|        | 4.     | 13     | 阪神   | 桜花賞             | JpnI   | 17   | 43.4            | （12人）        | 01着 | 小牧太   | 55        | 芝1600m（良） | 1:34.4 (34.5)     | -0.1      | （エフティマイア）   |
|        | 5.     | 25     | 東京   | 優駿牝馬           | JpnI   | 18   | 12.1            | （5人）         | 03着 | 小牧太   | 55        | 芝2400m（稍） | 2:29.0 (35.2)     | 0.2       | トールポピー         |
|        | 8.     | 17     | 札幌   | クイーンS          | JpnIII | 13   | 3.1             | （1人）         | 02着 | 小牧太   | 53        | 芝1800m（良） | 1:48.4 (35.0)     | 0.3       | ヤマニンメルベイユ   |
|        | 9.     | 21     | 阪神   | ローズS            | JpnII  | 18   | 2.7             | （1人）         | 03着 | 小牧太   | 54        | 芝1800m（重） | 1:47.4 (35.6)     | 0.1       | マイネレーツェル     |
|        | 10.    | 19     | 京都   | 秋華賞             | JpnI   | 18   | 4.0             | （2人）         | 08着 | 小牧太   | 55        | 芝2000m（良） | 1:58.9 (34.8)     | 0.5       | ブラックエンブレム   |
|        | 11.    | 16     | 京都   | エリザベス女王杯   | GI     | 18   | 28.2            | （7人）         | 12着 | 小牧太   | 54        | 芝2200m（良） | 2:13.5 (35.2)     | 1.4       | リトルアマポーラ     |
| 2009   | 4.     | 11     | 阪神   | 阪神牝馬S          | GII    | 18   | 20.4            | （8人）         | 05着 | 小牧太   | 57        | 芝1400m（良） | 1:22.2 (34.5)     | 0.8       | ジョリーダンス       |
|        | 5.     | 17     | 東京   | ヴィクトリアマイル | GI     | 18   | 20.0            | （5人）         | 16着 | 小牧太   | 55        | 芝1600m（良） | 1:34.6 (34.8)     | 2.2       | ウオッカ             |
|        | 7.     | 26     | 札幌   | 函館記念           | GIII   | 16   | 11.5            | （7人）         | 09着 | 小牧太   | 55        | 芝2000m（良） | 2:01.3 (35.7)     | 0.7       | サクラオリオン       |
|        | 8.     | 16     | 札幌   | クイーンS          | GIII   | 14   | 5.8             | （3人）         | 10着 | 四位洋文 | 55        | 芝1800m（良） | 1:48.8 (35.3)     | 0.6       | ピエナビーナス       |
|        | 10.    | 4      | 阪神   | ポートアイランドS  | OP     | 18   | 12.0            | （6人）         | 11着 | 池添謙一 | 54        | 芝1600m（良） | 1:34.4 (34.7)     | 1.0       | クラウンプリンセス   |
|        | 10.    | 18     | 東京   | 府中牝馬S          | GIII   | 18   | 46.5            | （11人）        | 03着 | 後藤浩輝 | 55        | 芝1800m（良） | 1:45.1 (34.3)     | 0.5       | ムードインディゴ     |
|        | 11.    | 14     | 京都   | アンドロメダS      | OP     | 17   | 17.0            | （6人）         | 09着 | 岩田康誠 | 55        | 芝2000m（重） | 2:01.4 (35.2)     | 0.9       | ナムラクレセント     |
|        | 12.    | 6      | 中山   | ターコイズS        | OP     | 14   | 6.2             | （2人）         | 05着 | 三浦皇成 | 56        | 芝1600m（稍） | 1:33.5 (34.4)     | 0.5       | ウェディングフジコ   |
| 2010   | 1.     | 16     | 中山   | ニューイヤーS      | OP     | 16   | 11.8            | （3人）         | 08着 | 後藤浩輝 | 54        | 芝1600m（良） | 1:33.9 (36.1)     | 0.9       | レッドスパーダ       |
|        | 1.     | 31     | 京都   | 京都牝馬S          | GIII   | 15   | 16.7            | （8人）         | 06着 | 四位洋文 | 54        | 芝1600m（稍） | 1:36.8 (34.2)     | 0.4       | ヒカルアマランサス   |
|        | 3.     | 14     | 中山   | 中山牝馬S          | GIII   | 16   | 21.3            | （11人）        | 05着 | 吉田豊   | 55        | 芝1800m（良） | 1:47.8 (34.2)     | 0.2       | ニシノブルームーン   |
|        | 4.     | 24     | 福島   | 福島牝馬S          | GIII   | 16   | 9.3             | （5人）         | 01着 | 中舘英二 | 54        | 芝1800m（稍） | 1:48.9 (35.7)     | 0.0       | （ブラボーデイジー） |
|        | 6.     | 20     | 阪神   | マーメイドS        | GIII   | 16   | 14.4            | （8人）         | 15着 | 岩田康誠 | 56        | 芝2000m（良） | 2:02.0 (37.5)     | 2.5       | ブライティアパルス   |
|        | 8.     | 15     | 札幌   | クイーンS          | GIII   | 14   | 18.8            | （7人）         | 04着 | 池添謙一 | 55        | 芝1800m（良） | 1:47.9 (34.6)     | 0.3       | アプリコットフィズ   |
|        | 11.    | 14     | 京都   | エリザベス女王杯   | GI     | 17   | 101.9           | （13人）        | 11着 | 幸英明   | 56        | 芝2200m（良） | 2:14.2 (35.3)     | 1.7       | スノーフェアリー     |
|        | 12.    | 19     | 小倉   | 愛知杯             | GIII   | 18   | 37.6            | （14人）        | 09着 | 中舘英二 | 56        | 芝2000m（良） | 2:00.5 (35.1)     | 1.0       | セラフィックロンプ   |

## 繁殖成績
2012年2月7日に初仔の牡馬が誕生した。
|        | 馬名                 | 誕生年 | 毛色 | 父                 | 性 | 馬主                                 | 厩舎                                       | 戦績                  | 出典   |
| ------ | -------------------- | ------ | ---- | ------------------ | -- | ------------------------------------ | ------------------------------------------ | --------------------- | ------ |
| 初仔   | レジメンタル         | 2012年 | 栗毛 | ハービンジャー     | 牡 | （株）G1レーシング                   | 栗東・浅見秀一 →笠松・栗本陽一             | 34戦1勝（死亡）       | [ 6 ]  |
| 2番仔  | ブリゲード           | 2013年 | 栗毛 | キングカメハメハ   | 牡 | （株）G1レーシング                   | 栗東・浅見秀 →小林・荒山勝徳               | 3戦0勝（引退）        | [ 7 ]  |
| 3番仔  | アルトリウス         | 2014年 | 鹿毛 | キングカメハメハ   | 騸 | （株）G1レーシング                   | 美浦・藤沢和雄 →美浦・高橋文雅             | 39戦4勝（引退）       | [ 8 ]  |
| 4番仔  | レジーナドーロ       | 2015年 | 栗毛 | キングカメハメハ   | 牝 | （株）G1レーシング                   | 美浦・堀宣行                               | 21戦3勝（引退・繁殖） | [ 9 ]  |
| 5番仔  | クインオブザシーズ   | 2016年 | 鹿毛 | ノヴェリスト       | 牝 | （株）G1レーシング                   | 栗東・角居勝彦                             | 4戦0勝（引退・繁殖）  | [ 10 ] |
| 6番仔  | ライフレッスンズ     | 2017年 | 鹿毛 | ロードカナロア     | 牡 | 金子真人ホールディングス（株）       | 美浦・国枝栄                               | 15戦3勝（引退）       | [ 11 ] |
| 7番仔  | プレフェリータ       | 2018年 | 鹿毛 | モーリス           | 牝 | （株）G1レーシング                   | 美浦・萩原清                               | 14戦3勝（引退・繁殖） | [ 12 ] |
| 8番仔  | （レジネッタの2019） | 2019年 | 鹿毛 | ロードカナロア     | 牡 |                                      |                                            | （未出走）            | [ 13 ] |
| 9番仔  | サトノミネルヴァ     | 2020年 | 鹿毛 | ロードカナロア     | 牝 | （株）サトミホースカンパニー →里見治 | 美浦・国枝栄 →佐賀・真島元徳 →園田・中塚猛 | 15戦1勝（現役）       | [ 14 ] |
| 10番仔 | ロイヤルストーリー   | 2021年 | 鹿毛 | ロードカナロア     | 牡 | （株）G1レーシング                   |                                            | 未出走                | [ 15 ] |
|        | (不受胎)             | 2022年 |      | サートゥルナーリア |    |                                      |                                            |                       | [ 16 ] |
| 11番仔 | レジネッタの2023     | 2023年 | 鹿毛 | レイデオロ         | 牝 | （株）G1レーシング                   | 栗東・中村直也                             | デビュー前            | [ 17 ] |
| 12番仔 | レジネッタの2024     | 2024年 | 栗毛 | エピファネイア     | 牡 |                                      |                                            |                       | [ 18 ] |

- 2025年4月20日現在

## 血統表
| レジネッタの血統                                 | レジネッタの血統                                       | レジネッタの血統                     | （血統表の出典）                     | （血統表の出典） |
| 父系                                             | ヴァイスリージェント系                                 | ヴァイスリージェント系               | ヴァイスリージェント系               |                  |
| 父 *フレンチデピュティ French Deputy 1992年 栗毛 | 父の父Deputy Minister 1979年 黒鹿毛                    | Vice Regent                          | Northern Dancer                      | Northern Dancer  |
| 父 *フレンチデピュティ French Deputy 1992年 栗毛 | 父の父Deputy Minister 1979年 黒鹿毛                    | Vice Regent                          | Victoria Regina                      |                  |
| 父 *フレンチデピュティ French Deputy 1992年 栗毛 | 父の父Deputy Minister 1979年 黒鹿毛                    | Mint Copy                            | Bunty's Flight                       | Bunty's Flight   |
| 父 *フレンチデピュティ French Deputy 1992年 栗毛 | 父の父Deputy Minister 1979年 黒鹿毛                    | Mint Copy                            | Shankey                              |                  |
| 父 *フレンチデピュティ French Deputy 1992年 栗毛 | 父の母Mitterand 1981年 鹿毛                            | Hold Your Peace                      | Speak John                           | Speak John       |
| 父 *フレンチデピュティ French Deputy 1992年 栗毛 | 父の母Mitterand 1981年 鹿毛                            | Hold Your Peace                      | Blue Moon                            |                  |
| 父 *フレンチデピュティ French Deputy 1992年 栗毛 | 父の母Mitterand 1981年 鹿毛                            | Laredo Lase                          | Bold Ruler                           | Bold Ruler       |
| 父 *フレンチデピュティ French Deputy 1992年 栗毛 | 父の母Mitterand 1981年 鹿毛                            | Laredo Lase                          | Fortunate Isle                       |                  |
| 母 アスペンリーフ 1997年 鹿毛                    | 母の父*サンデーサイレンス Sunday Silence 1986年 青鹿毛 | Halo                                 | Hail to Reason                       | Hail to Reason   |
| 母 アスペンリーフ 1997年 鹿毛                    | 母の父*サンデーサイレンス Sunday Silence 1986年 青鹿毛 | Halo                                 | Cosmah                               |                  |
| 母 アスペンリーフ 1997年 鹿毛                    | 母の父*サンデーサイレンス Sunday Silence 1986年 青鹿毛 | Wishing Well                         | Understanding                        | Understanding    |
| 母 アスペンリーフ 1997年 鹿毛                    | 母の父*サンデーサイレンス Sunday Silence 1986年 青鹿毛 | Wishing Well                         | Mountain Flower                      |                  |
| 母 アスペンリーフ 1997年 鹿毛                    | 母の母*マクダヴィア Mocdavia 1992年 栗毛               | *ブラッシングジョン                  | Blushing Groom                       | Blushing Groom   |
| 母 アスペンリーフ 1997年 鹿毛                    | 母の母*マクダヴィア Mocdavia 1992年 栗毛               | *ブラッシングジョン                  | La Griffe                            |                  |
| 母 アスペンリーフ 1997年 鹿毛                    | 母の母*マクダヴィア Mocdavia 1992年 栗毛               | Northern Aspen                       | Northern Dancer                      | Northern Dancer  |
| 母 アスペンリーフ 1997年 鹿毛                    | 母の母*マクダヴィア Mocdavia 1992年 栗毛               | Northern Aspen                       | Fall Aspen                           |                  |
| 母系(F-No.)                                      | Change Water系(FN:4-m)                                 | Change Water系(FN:4-m)               | Change Water系(FN:4-m)               | [ § 2 ]          |
| 5代内の近親交配                                  | Northern Dancer 4×4、Prince John 5×5                   | Northern Dancer 4×4、Prince John 5×5 | Northern Dancer 4×4、Prince John 5×5 | [ § 3 ]          |
| 出典                                             | 1. 2. 3.                                               | 1. 2. 3.                             | 1. 2. 3.                             | 1. 2. 3.         |

### 近親
- Northern Aspen（父Northern Dancer） － ゲイムリーステークス
- Hamas（父Danzig） － ジュライカップ
- Fort Wood（父Sadler's Wells） － パリ大賞典
- ティンバーカントリー（父Woodman）－プリークネスステークス、シャンペンステークス、ブリーダーズカップ・ジュヴェナイル
- Colorado Dancer（父Shareef Dancer） － ポモーヌ賞（フランスG2）
  - 上記は4代母Fall Aspenの産駒である。
- Dubai Millennium － ドバイワールドカップなど
- Charnwood Forest － クイーンアンステークス
- ツルマルツヨシ - 京都大賞典、朝日チャレンジカップ

4代母Fall Aspen（メイトロンステークス〈G1〉）が優秀な繁殖成績を残しており、近親には活躍馬や種牡馬が多数揃っている。